# NSU Spider
NSU Spider – sportowy samochód osobowy produkowany przez niemiecką firmę NSU w latach 1964  – 1967. Dostępny jako 2-drzwiowy kabriolet. Do napędu samochodu użyto silnika Wankla o pojemności pół litra. Moc przenoszona była na oś tylną poprzez 4-biegową manualną skrzynię biegów. Samochód został zastąpiony przez model Ro 80.

## Dane techniczne

### Silnik
- Silnik z tłokiem obrotowym 0,5 l (498 cm³)
- Stopień sprężania: 8,5:1
- Moc maksymalna: 51 KM (37,3 kW) przy 6000 obr./min
- Maksymalny moment obrotowy: 71 N•m przy 2500 obr./min

### Osiągi
- Przyspieszenie 0-100 km/h: 16,7 s
- Prędkość maksymalna: 148 km/h